# Bellaire, Michigan
Bellaire är administrativ huvudort i Antrim County i Michigan. Enligt 2010 års folkräkning hade Bellaire 1 086 invånare.